# سرخ‌چوب
سرخ‌چوب (نام علمی: Sequoioideae) نام یک زیرخانواده از تیره سرویان است. اعضای این زیرخانواده بلندترین درختان جهان را شامل می‌شوند. این درختان بیشتر در جنگل‌های ساحلی شمال کالیفرنیا یافت می‌شوند.